# Macarena Montesinos de Miguel
Macarena Montesinos de Miguel (Alacant, 30 de setembre de 1961). Assessora laboral, és una política valenciana que va ser regidora de l'Ajuntament d'Alacant (1991-95); diputada a les Corts Valencianes (1995-2003) escó que abandonà per a presentar-se a les eleccions generals espanyoles de 2004 i des d'aqueixa data diputada per la circumscripció electoral d'Alacant al Congrés dels Diputats fins al 2015. A més ha estat vicesecretària provincial a Alacant d'Organització del PP i secretària de Participació del PPCV.

## Biografia
És filla de Juan Antonio Montesinos García, neta de l'alcalde d'Alacant durant el franquisme, Manuel Montesinos Gómiz; besneta del Dr. Gabriel Montesinos i Donday, cap dels liberal-conservadors mauristes i rebesneta de l'alcalde d'Alacant del Partit Liberal Conservador, Manuel Gómiz.
Va estudiar al Col·legi dels Jesuites d'Alacant, i posteriorment, amb estudis universitaris de Dret a Alacant, treballa com assessora laboral. Afiliada a Nuevas Generaciones des de 1979, el 1981 formà part de la secretaria general provincial de NNGG. Després fou candidata a les eleccions al Parlament Europeu de 1987 però no fou escollida. Va viure de prop la crisi d'Antonio Hernández Mancha a AP el 1988 i quan Manuel Fraga Iribarne decidí que havia de tornar, va fer un equip a aquest efecte i Macarena, que ja destacava als 28 anys, va a ser una de les persones que trià juntament amb Mariano Rajoy, Loyola de Palacio de Vallelersundi, Alberto Ruiz-Gallardón Jiménez o Jorge Fernández Díaz entre d'altres. Van preparar tot allò que concernia a la seua tornada i el congrés que refundaria el partit. El gener de 1989 acudió al 9è Congrés Nacional d'AP en qualitat de presidenta regional de NNGG i vocal de la seua Executiva nacional, en el qual Fraga va refundar AP amb d'altres forces politiques i va néixer el Partit Popular.
Fou escollida regidora a l'Ajuntament d'Alacant a les eleccions municipals espanyoles de 1991, en la llista del PP encapçalada per Diego Such Pérez, durant l'unic mandat de l'alcalde socialista Ángel Luna González. Els seus espais de treball en l'oposició van ser l'àrea de turisme i, sobre tot, "recursos humans", en què tingué el seu baptisme de foc enfront de la històrica del PSPV, Dolores Marcos González.

### Corts Valencianes
Després de quatre anys a l'Ajuntament, va ser designada candidat en la llista del PP per Alacant i fou escollida en les eleccions a les Corts Valencianes de 1995, en les quals Eduardo Zaplana Hernández-Soro obtingué la seua primera victòria com candidat a la Presidència de la Generalitat Valenciana. En la IVa Legislatura durant uns mesos va a formar part de la 'Comissió de Coordinació, Organització i Règim de les Institucions de la Generalitat' y de la de 'Sanitat i Consum'; de 1995 fins a 1996 va a ser membre de la 'Comissió de Governació i Administració Local' majorment en la 'Comissió de Medi Ambient' (1995-1999), com secretària de la 'Comissió d'Indústria, Comerç i Turisme' i en la nova 'Comissió de la Dona'. Gens més començar, Esquerra Unida - L'Entesa, en el mes de juliol i recentment constituïda la Mesa de les Corts, Glòria Marcos i Martí va a fer una proposta en nom del seu grup parlamentari per a fer una comissió no legislativa que es denominava “de la Dona”, proposta que va ser aprovada per tots els representants de tots els grups parlamentaris. Immediatament s'inicià el debat per la delimitació del seu camp jurídic i competencial que va a durar tot l'estiu sent finalment aprovada, en la Sessió Plenària de 20 de setembre, la creació de la comissió. Pel Grup Popular (GP) va intervenir Macarena Montesinos, que després va ser la portaveu del seu grup parlamentari en la nova Comissió de la Dona de les Corts Valencianes; a la legislatura següent se li afegiria “i Polítiques d'Igualtat” a aqueixa comissió.
Va acudir al 12è Congrés Nacional del PP celebrat dos mesos abans de les eleccions generals espanyoles de 1996 en les quals aqueix partit va obtenir la seua primera victòria estatal i José María Aznar va esdevenir president del Govern de l'Estat espanyol.
En les següents eleccions a les Corts Valencianes de 1999 va tornar a ser candidata del PP per Alacant, i fou escollida diputada per a la Va Legislatura (1999-2003) del parlament del País Valencià. Va pertànyer a les Comissions de 'Governació i Administració Local' (1999-2000) i de 'd'Afers Europeus' (1999-2001) i també a les 'de la Dona i les Polítiques d'Igualtat' (portaveu) y 'Control de l'Actuació de la RTVV' (1999-2003), a més de ser presidenta de la 'Comissió d'Educació i Cultura' de les Corts Valencianes. La preocupant situació del maltractament a les dones va motivar que la portaveu del GP en la Comissió de la Dona i les Polítiques d'Igualtat, M. Montesinos presentava el novembre de 1999, juntament amb quatre diputades més del seu Grup, una Proposició no de llei de Solidaritat amb les Víctimes dels 1.584 casos d'agressions, maltractes físics y psíquics, assetjament i violacions denunciats en la Comunitat Valenciana al 1999. El 2000 finalment començaren a funcionar a Alacant els “Jutjats especialzats en delictes de Violència domèstica” (precursors dels Jutjats de Violència sobre la Dona, creats pel president R. Zapatero després de la Llei de desembre de 2004) i la seua dotació va ser motiu d'un debat públic en el qual Macarena hi va participar. A més, va sol·licitar la revisió del «Pla d'Igualtat d'Oportunitats» en les Corts Valencianes i durant quasi mig 2001 va defensar el Projecte de llei de Mediació Familiar fins a la seua aprovació el novembre dins del debat previ al «Pla integral de Família i Infància (PIFI) de la Generalitat Valenciana».
Però no va oblidar els seus inicis, debatent sobre polítiques d'Ocupació amb el líder dels socialistes valencians Joan Ignasi Pla i Durà i en especial l'ocupació dels joves. Com a presidenta de la Comissió d'Educació, a principis de juny de 2002, va participar 1r a la ponència que havia d'informar i després en el Projecte de llei de creació del Consell Valencià d'Universitats i en el de la Comissió Valenciana d'Acreditació i d'Avaluació de la Qualitat del Sistema Universitari Valencià.
En agost de 2002 el diari valencià Las Provincias va realitzar una enquesta a les Corts per a escollir qui va ser ell/la millor parlamentari/a de les Corts Valencianes i l'oposició majoritàriament va triar Macarena aqueixa legislatura amb 9 punts de 10, abans d'Alejandro Font de Mora Turón (8 pts) i tercer el socialista Andrés Perelló Rodríguez (7 pts) entre d'altres. Immediatamente després de començar el nou any el seu grup va tramitar sota el seu comandament, i el conseller, i es va aprovar la Llei d'Igualtat de gènere valenciana, de 2 d'abril de 2003.
Quan es van celebrar les eleccions a les Corts Valencianes de 2003, va repetir com diputada en la VIa. Legislatura (2003-07) de les Corts Valencianes i va ser presidenta de nou de la 'Comissió d'Educació i Cultura' i portaveu de 'la Dona'; vocal de les Comissions de 'Política Social i Ocupació', de 'Coordinació, Organització i Règim de les Institucions de la Generalitat' i de 'Control de l'Actuació de RTVV'. A la tardor, davant la propera celebració del «Dia internacional per a l'eliminació de la violència contra les dones», a principis d'octubre en les Corts Valencianes van presentar una Proposició no de llei sobre la responsabilitat amb la qual els grups parlamentaris han d'actuar davant de la violència domèstica, especialment contra la dona: Elvira Suanzes Fernández portaveu del GP en la Comissió de Politica Social i Empleo i Macarena Montesinos portaveu en la Comissió de la Dona, juntament amb 19 diputades més del seu Grup a les Corts Valencianes on van enumerar les mesures preses per les Corts i especialment el seu grup, sobre violència contra les dones (educació, igualtat, legislació…).

### Congrés dels Diputats
Triada coordinadora de campanya del PP para la província d'Alacant treballà en la preparació de les eleccions generals en les quals, a més, es presentaria com a candidata al Congrés dels Diputats per la circumscripció electoral d'Alacant. Després de les eleccions generals espanyoles de 2004 en les quals el Partit Popular va perdre i va ser elegit president del Govern de l'Estat el socialista José Luis Rodríguez Zapatero. El PP va tornar a l'oposició amb Mariano Rajoy al capdavant del partit i del Grup Popular (GP) i Zaplana com a portaveu del GP, M. Montesinos al començament de la VIIIa. Legislatura espanyola (2004-08) Montesinos va ser portaveu de la 'Comissió parlamentària de Control de Rtve' (2004-07) continuant de portaveu quan després de la Llei es va transformar en 'Comissió Mixta (Congrés-Senat) de Control parlamentari Corporació Rtve i societats' (2007-08); vocal de la 'Comissió de Cooperació Internacional per al Desenvolupament' (2004 -08); vocal de la 'Comissió Mixta (Congrés-Senat) de Relacions amb el Defensor del Pueblo' (2004-08). Prompte va començar a treballar en el sector audiovisual amb el Projecte de llei de Mesures d'impuls de la Televisió Digital Terrestre a Espanya (TDT) (que va portar el «Pla Tècnic Nacional de la TDT») i en el Projecte de Ràdio i Televisió de titularitat estatal, també fa formular preguntes com la del sou, en el cor (música) de RTVE, de Sonsoles Espinosa, esposa del president Zapatero, i va poder mostrar el seu caràcter en el debat parlamentari, del que es van fer ressò en 2005 diferents mitjans escrits (i l'escriptor José Antonio Labordeta faria ressò de Montesinos anys després en el seu llibre sobre el Congrés) al llarg de l'any, però després de ser ponent de la ponència del GP en el Projecte de llei d'impuls de la TDT (121/21) primer i ponència del Projecte de llei de Rtve (121/52) després, Macarena va ser triada finalista en los “Premios Parlamentarios” en la categoria «Azote del Gobierno» atorgats per l'Asociación de Periodistas Parlamentarios juntament amb Ignacio Astarloa, Pío García-Escudero i Ángel Acebes Paniagua, qui finalment ho va guanyar.
Durant 2006 va continuar el seu treball en la Comissió de Control de RTVE vigilant la gestió de Carmen Caffarel Serra, sense perdre l'oportunitat d'enfrontar-se al socialista Óscar López Águeda (Grup Socialista, GS) per a defendre el seu cap Mariano Rajoy per l'assumpte del video de la postguerra iraquià i la imatge del líder popular que es van mesclar en un Telediario, obtenint la disculpa de la directora Caffarel. En març de 2007 va ser nomenada directora de campanya del PP en la província d'Alacant i en vespres de la visita del ministre de l'Interior Alfredo Pérez Rubalcaba, li va recordar al ministre la necessitat que havia de més efectius policials en la província. A més com a portaveu del PP en la Comissió de RTVE va protestar, juntament amb Partit Nacionalista Basc i Esquerra Unida (Espanya), pel tracte donat a les comunitats autònomes no socialistes. En finalitzar les eleccions a les Corts Valencianes de 2007 i municipales van començar les guerres internes per l'elaboració de les llistes electorals en la Comunitat Valenciana. Montesinos va continuar treballant i el 30 de maig va instar al Govern de l'Estat espanyol a declarar l'any 2010 com l'«Any de Miguel Hernández Gilabert». Al Començament d'octubre es va iniciar el debat sobre el text del Mandat-marque Corporació RTVE que contindria els objectius i obligacions de la corporació estatal de ràdio i televisió per als següents nou anys i la portaveu Montesinos va aconseguir que els socialistes accediren al model proposat pel PP, sent a més la ponent de la 'Subcomissió de Redacció de la Proposta del Mandat-marque' (154/12) encara que després no va haver-hi acord. El 17 d'octubre amb motiu de les desastroses pluges esdevingudes el dia de la Festa Nacional d'Espanya en la província d'Alacant sobre possibles inversions per a eixa província, la ministra d'Economia Elena Salgado Méndez li va contestar - dins del debat ocasionat- que bona culpa era dels governs anteriors del PPCV i la seua permisivitat urbanística, al que Macarena li va contestar recordant-li que«Pla d'Acció Territorial de Prevenció del Risc d'Inundació» (PATRICOVA) que va elaborar la Generalitat Valenciana de 1997 va ser el que va començar a protegir el territori valencià.
Finalitzada la Legislatura, al començament del 2008, es va començar la confecció de las llistas electorals i M. Montesinos, malgrat dels vetos imposats per Francesc Camps i Ortiz, el seu treball parlamentari que la convertia en la més treballadora de la província i li va ser reconegut al Diario Información d'Alacant i va repetir com candidata al Congrés.
Amb una nova victòria de Rodríguez Zapatero en les eleccions generals espanyoles de 2008 va donar començament IXa. Legislatura (2008-11), sent portaveu Soraya Sáenz de Santamaría, Montesinos va ser vocal de la 'Comissó de Foment', de la 'd'Habitatge' i de la 'd'Igualtat' i nomenada secretària segona de la 'Comissió de Cultura del Congrés dels Diputats (2008-11). No va trigar a tornar a la càrrega amb una bateria de preguntes al Govern socialista el 12 de juny sobre diversos temes de d'Afers Socials e Igualtat. L'any 2009 ho va començar preguntant al ministre Alfredo Pérez Rubalcaba perquè no destituïa al comisari González del Cas Faisán, amb el consegüent debat. En 2010 fou el ministre de Foment José Blanco, Montesinos li va preguntar sobre l'arribada de l'AVE al País Valencià, particularment a Alacant. Va debatre sobre els terminis incomplerts, els retards i Plans d'Ajustaments acusant-li a més d'un afany propagandístic en les seues actuacions, la qual cosa ja venia fent des de començaments de l'any. Encarant la tramitació de la Llei de Pressupostos Generals de l'Estat va demanar un adequat funcionament dels crèdits ICO, el refinançament dels projectes viables, la reducció de la burocràcia a l'hora de sol·licitar ajudes o la bonificació de les quotes de la Seguretat Social a les empreses que apostaren per mantenir l'Ocupació. De la mateixa manera, va defensar la internacionalització de les empreses, criticant que el Govern haguera fet en aqueixa partida una de les reduccions majors de la Llei de Pressupostos 2011. Va començar el nou any i van anar del seu interès tant els destinataris dels programes de cooperació d'Espanya amb Palestina així com la quantia aqueixos programes; de la mateixa manera va preguntar per la situació del Convenis signats amb el Govern d'Israel. En agost va arrancar la campanya electoral amb Montesinos com coordinadora del PP en la província d'Alacant i en un acte celebrat a aqueste efecte destaque la importància del Corredor Mediterrani (ferrocarril) per a Alacant tal com havia fet en la sessió de Control al Govern espanyol. En la Convenció del PP en Màlaga, la Direcció nacional va comunicar que Montesinos repetiria en la llista al Congrés. Després de la dissolució de les Càmeres l'alacantí Diari Información va fer balanç del treball dels parlamentaris en les Corts Generals d'aqueixa província i Montesinos resulte ser la més treballadora en el Congrés dels Diputats, amb 1.251 preguntes escrites, 21 preguntes orals en Comissió i altres 20 intervencions més en el ple, junt amb Agustín Almodóbar Barceló en el Senat d'Espanya.
Després de les eleccions generals espanyoles de 2011 en les quals va guanyar Mariano Rajoy, es va començar una difícil etapa per a l'Estat espanyol, i gens més començar la Xa. Legislatura espanyola, el GP del Congrés -amb Alfonso Alonso Aranegui en cap- va decidir que la diputada alacantina treballara com vicepresidenta primera de la 'Comissió Mixta de Control de la Corporació RTVE' (2012-14) i després vocal (2014-15) perquè va ser nomenada portaveu de la 'Comissió de Serveis Socials (Sanitat)' i vocal de la 'Subcomissió per a abordar la violència contra la Infància' (2014-15). A més vocal de la 'Comissió de Foment' (2012-15) i de la 'Comissió de Cultura' (2012-14) i després de la 'Subcomissió d'Estudi sobre les Xarxes Socials' (2014-15); també de la 'Comissió de Medi Ambient (Agricultura)' (2012-14) i adscrita després (2014-15); e igualment adscrita a la 'Comissió d'Industria, Energia i Turisme' (2013-15).
Però a més va treballar per la seua província, en març de 2012 va rebre la visita de l'alcalde de Calp, César Sánchez Pérez per a preparar una Proposició no de llei al Govern per a protegir Las Salines de Calp, amb el compromis d'acord de la Generalitat Valenciana donat per la consellera Isabel Bonig Trigueros. Poc després va haver d'enfrontar-se a una iniciativa parlamentària en la qual participava la diputada socialista Leire Pajín Iraola que bloquejava de facto qualsevol possibilitat present o futura que el País Valencià rebés aigua procedent del riu Ebre El juny va ser M. Montesinos la ponent del Projecte de llei de Modificació de la Llei General de Comunicació Audiovisual (121/9) amb el qual se cercava -segons la diputada popular- flexibilitzar les formes de gestió dels serveis públics de comunicació audiovisuals i en paraules de l'oposició es va obrir la possibilitat de privatitzar els canals al que es van oposar la resta dels grups parlamentaris, amb l'abstenció de Convergència i Unió; però a més va incloure prohibició expressa d'emetre pornografia o violència en horari infantil. Montesinos a més va criticar la postura del Grup Socialista malgrat haver-se aprovat algunes de les seues esmenes. A la fi de novembre Montesinos va defensar en el Congrés l'acord aconseguit entre el Ministeri d'Agricultura, Alimentació i Medi Ambient i l'Ajuntament d'Altea per a protegir el front litoral havent rebut a l'alcalde d'aqueixa localitat Miguel Ortiz Zaragoza.
En 2013, davant de les dificultats econòmiques patides pel sector dels mitjans de comunicació i els seus treballadors, la portaveu va anunciar en el ple que proposaria un paquet de mesures al Govern entre elles un “Pla de dinamització professional per a la formació de periodistes al paro” i a més l'elaboració d'un estudi, en col·laboració amb les associacions professionals i les editorials, que analitze la situació de la resta de la UE amb especial atenció a la solució de l'assumpte de la compensació a pagar pels buscadors d'internet. A més es va queixar que el GS excloguera al seu grup, ressaltant el paper de la premsa en la democràcia i les exigües ajudes de l'anterior Govern. Després va arribar l'AVE a la província d'Alacant destant la seua importància. I a la fi d'aqueix any es va produir l'inesperat debat sobre el tancament de RTTV - Canal Nou en el Congrés en el qual M. Montesinos es va enfrontar en un dur debat a 6 grups parlamentaris (del PSOE, L'Esquerra Plural, Esquerra Republicana de Catalunya, Coalició Compromís, CiU, UPyD) que li van recriminar el tancament; Montesinos va criticar a tots ells la seua intenció de corregir des del Congrés la decisió d'un govern i va demanar respecte a l'Estatut d'Autonomia de la Comunitat Valenciana. A més al diputat Ximo Puig que en la seua etapa de parlamentari va dir que no ploraria pel seu tancament i que el seu partit no creia en Canal Nou recordant-li que en la seua etapa de cap del gabinet del president Joan Lerma i Blasco va ser l'única vegada que el citat Canal televisiu ha estat condemnat per manipulació, entre altres acusacions.
En les festes nadalenques Ana Mato Adrover va fer canvis en el Ministeri de Sanitat, Serveis Socials i Igualtat i al març la labor que Montesinos va fer en la Comissió de la Dona i Polítiques d'Igualtat en les Corts Valencianes va ser recuperada amb el seu nomenament com a portaveu (de nou) del GP en la Comissió de Serveis Socials (Sanitat) en el Congrés, en substitució de Susana Camarero Benítez. I el 28 d'aqueix mateix mes de març va preparar, com recentment estrenada portaveu del GP, una Proposició no de llei sobre una “Estratègia Nacional per a persones sense llar” dins del marc del recentment aprovat «Pla Nacional d'Acció per a la Inclusió Social (2013-2016», amb la qual pretenia instar al Govern al fet que elaborara una Estratègia Nacional Integral per a les Persones sense Llar per 1a vegada. El debat es va assenyalar per al 30 d'abril i va aconseguir un acord que va permetre transvasar les esmenes presentades pels grups parlamentaris del PSOE, CiU I UPyD, de manera que el text acordat va passar de ser una mera declaració d'intencions per a comprometre al Govern a ser un text pactat i amb un conjunt de mesures socials, d'habitatge, de salut, de treball i d'educació amb les persones sense llar amb les quals l'Executiu es va comprometre. En la Convenció del PPCV celebrada en plena campanya electoral d'eleccions al Parlament Europeu de 2014, la diputada Montesinos va exposar, després de la inauguració com a coordinadora del programa electoral, les línies generals del programa electoral Europeu posant l'accent principalment en el Corredor Mediterrani tal com ja portava fent des d'anys arrere. En l'acte van intervenir després Esteban González Pons i Miguel Arias Cañete cap de la llista popular. Al llarg dels mesos de juliol i agost es van produir intervencions amb més o menys transcendència en el si de la Diputació Permanent a la qual pertanyia Montesinos, sobre temes del Sistema Nacional de Salut en debat amb Gaspar Llamazares Trigo o María Luisa Carcedo demanant la compareixença de la ministra del ram per les possibles retallades en Afers Socials i que donara explicacions sobre el pressupost per a la “Lluita contra la pobresa infantil” al que Montesinos es va negar. Al final l'assumpte de fons, que era una iniciativa del GS, va acabar en un debat en el Ple després de l'estiu sent rebutjada al novembre la proposta socialista de crear un pacte contra la pobresa i sent acusats per Montesinos d'haver-la generat el seu Govern, després va dimitir la ministra Mato després de ser citada en el Cas Gürtel i li va substituir el fins llavors portaveu del GP Alfonso Alonso al capdavant del Ministeri. La diputada alacantina tancava l'any amb el reconeixement en el diari Levante-EMV del seu treball pels seus electors sent qualificada com la més treballadora en el Congrés del seu partit en la seua comunitat autònoma.
Ja en el 2015 l'anunciat, feia quasi tres anys, «Pla Integral de Suport a la Família» (PIAF), que contindria mesures dirigides específicament a famílies en situació d'especial necessitat es presentava en gener, i Montesinos va explicar els objectius de la futura llei que, al seu judici, arreplegava la recomanació del Comitè de Drets del Xiquet de l'ONU de 2013 subratllant la protecció dels menors davant situacions d'abusos sexuals (inclosa creació Registre de pederastes posteriorment) i violència de gènere, així com l'agilitació dels processos d'acolliment i adopció, al que prompte es van oposar CiU i ERC per considerar que es “recentralitzaven” competències en matèria d'adopció; el PSOE (GS) els va criticar els seus 3 anys de retard però al final es va abstenir, al qual Montesinos –que va ser la ponent de totes dues iniciatives (121/130 i 121/131)- els va dir que durant el seu últim Govern no es va fer res.
El Pla s'aprovava al maig i després el Projecte de llei (que anava a afectar molta normativa), treball que com a portaveu del PP va realitzar també Montesinos en el Ple. A la sessió van acudir representants de UNICEF, Save the Children, la Plataforma de Famílies d'Acollida i comunitats autònomes. i després, la seua aprobació amb els vots del PP i UPN, i l'abstenció del PSOE, que van introduir esmenes. L'últim treball legislatiu d'aquesta diputada alacantina.